# Vaccinium leucobotrys
Vaccinium leucobotrys là một loài thực vật có hoa trong họ Thạch nam. Loài này được (Nutt.) G. Nicholson miêu tả khoa học đầu tiên năm 1886.